# Cycsellia
× Cycsellia, (abreviado Cysl) en el comercio, es un híbrido intergenérico entre los géneros de orquídeas Ansellia × Cycnoches. Fue publicado en Orchid Rev.  108(1234, noh): 15 (2000).